# Μ-Nitridobis(triphenylphosphan)chlorid
µ-Nitridobis(triphenylphosphan)chlorid ist eine chemische Verbindung mit der Summenformel [((C6H5)3P)2N]Cl, die häufig als PPNCl abgekürzt wird. Das farblose Salz ist eine Quelle für das [PPN]+-Kation, welches genutzt wird, um ansonsten schwierige Anionen auszukristallisieren. [PPN]+ ist ein Phosphazen.

## Herstellung
Die Darstellung von PPNCl erfolgt in zwei Schritten aus Triphenylphosphan:
{\displaystyle \mathrm {Ph_{3}P\ +\ Cl_{2}\rightarrow \ Ph_{3}PCl_{2}} }
Das entstandene Triphenylphosphandichlorid ist ein in der organischen Chemie genutztes Chlorierungsreazenz, das in polaren Lösungsmitteln als Ionenpaar und in unpolaren Lösungsmitteln als trigonal bipyramidales Molekül vorliegt. Weitere Behandlung mit Hydroxylamin in Gegenwart eines Äquivalents Ph3P resultiert im Ersetzen der P-Cl- durch P=N-Bindungen:
{\displaystyle \mathrm {2\ Ph_{3}PCl_{2}\ +\ NH_{2}OH\cdot HCl\ +\ Ph_{3}P} } {\displaystyle \mathrm {\rightarrow [(Ph_{3}P)_{2}N]Cl\ +\ 4\ HCl\ +\ Ph_{3}PO} }

## Anwendung
PPN-Chlorid ist der wichtigste Vorläufer für weitere [PPN]+-Salze, durch Verdrängungsreaktionen können Nitrite, Azide und weitere kleine anorganische Anionen mit [PPN]+ als Kation erhalten werden. Diese Salze sind in polaren organischen Lösungsmitteln löslich. [PPN]+-Salze ermöglichen die Kristallisation von Verbindungen mit Anionen, deren Metallsalze in fester Phase instabil wären.